# 古德霍普 (喬治亞州)
古德霍普（英語：Good Hope）是一個位於美國喬治亞州沃爾頓縣的城鎮。

## 地理
古德霍普的座標為33°47′13″N 83°36′35″W / 33.78694°N 83.60972°W，而該地的平均海拔高度為243米（即797英尺）。

## 人口
根據2010年美國人口普查的數據，古德霍普的面積為4.60平方千米，當中陸地面積為4.60平方千米，而水域面積為0.00平方千米。當地共有人口274人，而人口密度為每平方千米60人。